# Campions de dobles mixts dels torneigs del Grand Slam
Llista de guanyadores en la categoria de dobles mixts dels torneigs del Grand Slam:

## Palmarès
| Llegenda de colors                                         |
| ---------------------------------------------------------- |
| Guanyadors/es dels 4 torneigs Grand Slam en el mateix any. |
| Guanyadors/es de 3 torneigs Grand Slam en el mateix any.   |
| Guanyadors/es de 2 torneigs Grand Slam en el mateix any.   |
| Edicions exclusives pels membres del club.                 |

| Any  | Australian Open                                                                            | Roland Garros                                    | Wimbledon                                       | US Open                                          |
| ---- | ------------------------------------------------------------------------------------------ | ------------------------------------------------ | ----------------------------------------------- | ------------------------------------------------ |
| 1887 | iniciat el 1922                                                                            | iniciat el 1925                                  | iniciat el 1913                                 | V. Stokes (1/2) J.S. Clark (1/3)                 |
| 1888 | no creat                                                                                   | no creat                                         | no creat                                        | V. Stokes (2/2) J.S. Clark (2/3)                 |
| 1889 | no creat                                                                                   | no creat                                         | no creat                                        | Marian Wright J.S. Clark (3/3)                   |
| 1890 | no creat                                                                                   | no creat                                         | no creat                                        | Mabel Cahill (1/3) Rodmond Beach                 |
| 1891 | no creat                                                                                   | no creat                                         | no creat                                        | Mabel Cahill (2/3) M.R. Wright                   |
| 1892 | no creat                                                                                   | no creat                                         | no creat                                        | Mabel Cahill (3/3) Clarence Hobart (1/3)         |
| 1893 | no creat                                                                                   | no creat                                         | no creat                                        | Ellen Roosevelt Clarence Hobart (2/3)            |
| 1894 | no creat                                                                                   | no creat                                         | no creat                                        | Juliette Atkinson (1/3) Edwin Fischer (1/4)      |
| 1895 | no creat                                                                                   | no creat                                         | no creat                                        | Juliette Atkinson (2/3) Edwin Fischer (2/4)      |
| 1896 | no creat                                                                                   | no creat                                         | no creat                                        | Juliette Atkinson (3/3) Edwin Fischer (3/4)      |
| 1897 | no creat                                                                                   | no creat                                         | no creat                                        | Laura Henson D.L. Magruder                       |
| 1898 | no creat                                                                                   | no creat                                         | no creat                                        | Carrie Neely Edwin Fischer (4/4)                 |
| 1899 | no creat                                                                                   | no creat                                         | no creat                                        | Elizabeth Rastall Albert Hoskins                 |
| 1900 | no creat                                                                                   | no creat                                         | no creat                                        | Margaret Hunnewell Alfred Codman                 |
| 1901 | no creat                                                                                   | no creat                                         | no creat                                        | Marion Jones Raymond Little                      |
| 1902 | no creat                                                                                   | no creat                                         | no creat                                        | Elisabeth Moore (1/2) Wylie Grant (1/2)          |
| 1903 | no creat                                                                                   | no creat                                         | no creat                                        | Helen Chapman Harry Allen                        |
| 1904 | no creat                                                                                   | no creat                                         | no creat                                        | Elisabeth Moore (2/2) Wylie Grant (2/2)          |
| 1905 | no creat                                                                                   | no creat                                         | no creat                                        | Alice Hobert Clarence Hobert (3/3)               |
| 1906 | no creat                                                                                   | no creat                                         | no creat                                        | Sarah Coffin Edward Dewhurst                     |
| 1907 | no creat                                                                                   | no creat                                         | no creat                                        | May Sayres Wallace Johnson (1/3)                 |
| 1908 | no creat                                                                                   | no creat                                         | no creat                                        | Edith Rotch Nathaniel Niles                      |
| 1909 | no creat                                                                                   | no creat                                         | no creat                                        | Hazel Hotchkiss (1/6) Wallace Johnson (2/3)      |
| 1910 | no creat                                                                                   | no creat                                         | no creat                                        | Hazel Hotchkiss (2/6) Joe Carpenter              |
| 1911 | no creat                                                                                   | no creat                                         | no creat                                        | Hazel Hotchkiss (3/6) Wallace Johnson (3/3)      |
| 1912 | no creat                                                                                   | no creat                                         | no creat                                        | Mary Browne (1/4) Richard N. Williams            |
| 1913 | no creat                                                                                   | no creat                                         | Agnes Tuckey Hope Crisp                         | Mary Browne (2/4) Bill Tilden (1/5)              |
| 1914 | no creat                                                                                   | no creat                                         | Ethel Thomson James Cecil Parke                 | Mary Browne (3/4) Bill Tilden (2/5)              |
| 1915 | no creat                                                                                   | no creat                                         | no celebrat                                     | Hazel Hotchkiss (4/6) Harry Johnson              |
| 1916 | no creat                                                                                   | no creat                                         | no celebrat                                     | Eleanora Sears (1/2) Wallis Davis (1/2)          |
| 1917 | no creat                                                                                   | no creat                                         | no celebrat                                     | Eleanora Sears (2/2) Wallis Davis (2/2)          |
| 1918 | no creat                                                                                   | no creat                                         | no celebrat                                     | Hazel Hotchkiss (5/6) Irving Wright              |
| 1919 | no creat                                                                                   | no creat                                         | Elizabeth Ryan (1/9) Randolph Lycett (1/3)      | Marion Zinderstein Vincent Richards (1/2)        |
| 1920 | no creat                                                                                   | no creat                                         | Suzanne Lenglen (1/5) Gerald Patterson          | Hazel Hotchkiss (6/6) Wallace Johnson            |
| 1921 | no creat                                                                                   | no creat                                         | Elizabeth Ryan (2/9) Randolph Lycett (2/3)      | Mary Browne (4/4) Bill Johnston                  |
| 1922 | Esna Boyd (1/3) John Hawkes (1/5)                                                          | no creat                                         | Suzanne Lenglen (2/5) Pat O'Hara                | Molla Bjurstedt (1/2) Bill Tilden (3/5)          |
| 1923 | Sylvia Lance Horace Rice                                                                   | no creat                                         | Elizabeth Ryan (3/9) Randolph Lycett (3/3)      | Molla Bjurstedt (2/2) Bill Tilden (4/5)          |
| 1924 | Daphne Akhurst (1/4) Jim Willard (1/2)                                                     | no creat                                         | Kathleen McKane (1/3) John Gilbert              | Helen Wills (1/3) Vincent Richards (2/2)         |
| 1925 | Daphne Akhurst (2/4) Jim Willard (2/2)                                                     | Suzanne Lenglen (3/5) Jacques Brugnon (1/2)      | Suzanne Lenglen (4/5) Jean Borotra (1/5)        | Kathleen McKane (2/3) John Hawkes (2/5)          |
| 1926 | Esna Boyd (2/3) John Hawkes (3/5)                                                          | Suzanne Lenglen (5/5) Jacques Brugnon (2/2)      | Kathleen McKane (3/3) Leslie Godfree            | Elizabeth Ryan (4/9) Jean Borotra (2/5)          |
| 1927 | Esna Boyd (3/3) John Hawkes (4/5)                                                          | M. Bordes Jean Borotra (3/5)                     | Elizabeth Ryan (5/9) Frank Hunter (1/2)         | Eileen Bennett (1/3) Henri Cochet (1/3)          |
| 1928 | Daphne Akhurst (3/4) Jean Borotra (4/5)                                                    | Eileen Bennett (2/3) Henri Cochet (2/3)          | Elizabeth Ryan (6/9) Patrick Spence (1/2)       | Helen Wills (2/3) John Hawkes (5/5)              |
| 1929 | Daphne Akhurst (4/4) Edgar Moon (1/2)                                                      | Eileen Bennett (3/3) Henri Cochet (3/3)          | Helen Wills (3/3) Frank Hunter (2/2)            | Betty Nuthall (1/4) George Lott (1/4)            |
| 1930 | Nell Hall (1/4) Harry Hopman (1/5)                                                         | Cilly Aussem Bill Tilden (5/5)                   | Elizabeth Ryan (7/9) Jack Crawford (1/5)        | Edith Cross Wilmer Allison                       |
| 1931 | Marjorie Cox (1/3) Jack Crawford (2/5)                                                     | Betty Nuthall (2/4) Patrick Spence (2/2)         | Anna McCune George Lott (2/4)                   | Betty Nuthall (3/4) George Lott (3/4)            |
| 1932 | Marjorie Cox (2/3) Jack Crawford (3/5)                                                     | Betty Nuthall (4/4) Fred Perry (1/4)             | Elizabeth Ryan (8/9) Enrique Maier (1/2)        | Sarah Palfrey (1/5) Fred Perry (2/4)             |
| 1933 | Marjorie Cox (3/3) Jack Crawford (4/5)                                                     | Margaret Scriven Jack Crawford (5/5)             | Hilde Krahwinkel Sperling Gottfried von Cramm   | Elizabeth Ryan (9/9) Ellsworth Vines             |
| 1934 | Joan Hartigan Edgar Moon (2/2)                                                             | Colette Rosambert Jean Borotra (5/5)             | Dorothy Round (1/3) Ryuki Miki                  | Helen Jacobs George Lott (4/4)                   |
| 1935 | Louie Bickerton Christian Boussus                                                          | Lolette Payot Marcel Bernard (1/2)               | Dorothy Round (2/3) Fred Perry (3/4)            | Sarah Palfrey (2/5) Enrique Maier (2/2)          |
| 1936 | Nell Hall (2/4) Harry Hopman (2/5)                                                         | Adeline Yorke Marcel Bernard (2/2)               | Dorothy Round (3/3) Fred Perry (4/4)            | Alice Marble (1/7) Gene Mako                     |
| 1937 | Nell Hall (3/4) Harry Hopman (3/5)                                                         | Simone Mathieu (1/2) Yvon Petra                  | Alice Marble (2/7) Don Budge (1/4)              | Sarah Palfrey (3/5) Don Budge (2/4)              |
| 1938 | Muff Wilson John Bromwich (1/4)                                                            | Simone Mathieu (2/2) Dragutin Mitić              | Alice Marble (3/7) Don Budge (3/4)              | Alice Marble (4/7) Don Budge (4/4)               |
| 1939 | Nell Hall (4/4) Harry Hopman (4/5)                                                         | Sarah Palfrey (4/5) E.T. Cooke                   | Alice Marble (5/7) Bobby Riggs (1/2)            | Alice Marble (6/7) Harry Hopman (5/5)            |
| 1940 | Nancye Wynne (1/4) Colin Long (1/4)                                                        | no celebrat                                      | no celebrat                                     | Alice Marble (7/7) Bobby Riggs (2/2)             |
| 1941 | no celebrat                                                                                | no celebrat                                      | no celebrat                                     | Sarah Palfrey (5/5) Jack Kramer                  |
| 1942 | no celebrat                                                                                | no celebrat                                      | no celebrat                                     | Louise Brough (1/8) Fred Schroeder               |
| 1943 | no celebrat                                                                                | no celebrat                                      | no celebrat                                     | Margaret Osborne (1/10) William Talbert (1/4)    |
| 1944 | no celebrat                                                                                | no celebrat                                      | no celebrat                                     | Margaret Osborne (2/10) William Talbert (2/4)    |
| 1945 | no celebrat                                                                                | no celebrat                                      | no celebrat                                     | Margaret Osborne (3/10) William Talbert (3/4)    |
| 1946 | Nancye Wynne (2/4) Colin Long (2/4)                                                        | Pauline Betz Budge Patty                         | Louise Brough (2/8) Thomas Brown (1/2)          | Margaret Osborne (4/10) William Talbert (3/4)    |
| 1947 | Nancye Wynne (3/4) Colin Long (3/4)                                                        | Sheila Summers (1/3) Eric Sturgess (1/5)         | Louise Brough (3/8) John Bromwich (2/4)         | Louise Brough (4/8) John Bromwich (3/4)          |
| 1948 | Nancye Wynne (4/4) Colin Long (4/4)                                                        | Patricia Canning Jaroslav Drobný                 | Louise Brough (5/8) John Bromwich (4/4)         | Louise Brough (6/8) Thomas Brown (2/2)           |
| 1949 | Doris Hart (1/15) Frank Sedgman (1/8)                                                      | Sheila Summers (2/3) Eric Sturgess (2/5)         | Sheila Summers (3/3) Eric Sturgess (3/5)        | Louise Brough (7/8) Eric Sturgess (4/5)          |
| 1950 | Doris Hart (2/15) Frank Sedgman (2/8)                                                      | Barbara Scofield Enrique Morea                   | Louise Brough (8/8) Eric Sturgess (5/5)         | Margaret Osborne (5/10) Ken McGregor             |
| 1951 | Thelma Coyne (1/5) George Worthington (1/3)                                                | Doris Hart (3/15) Frank Sedgman (3/8)            | Doris Hart (4/15) Frank Sedgman (4/8)           | Doris Hart (5/15) Frank Sedgman (5/8)            |
| 1952 | Thelma Coyne (2/5) George Worthington (2/3)                                                | Doris Hart (6/15) Frank Sedgman (6/8)            | Doris Hart (7/15) Frank Sedgman (7/8)           | Doris Hart (8/15) Frank Sedgman (8/8)            |
| 1953 | Julie Sampson Rex Hartwig (1/2)                                                            | Doris Hart (9/15) Vic Seixas (1/8)               | Doris Hart (10/15) Vic Seixas (2/8)             | Doris Hart (11/15) Vic Seixas (3/8)              |
| 1954 | Thelma Coyne (3/5) Rex Hartwig (2/2)                                                       | Maureen Connolly Lew Hoad                        | Doris Hart (12/15) Vic Seixas (4/8)             | Doris Hart (13/15) Vic Seixas (5/8)              |
| 1955 | Thelma Coyne (4/5) George Worthington (3/3)                                                | Darlene Hard (1/5) Gordon Forbes                 | Doris Hart (14/15) Vic Seixas (6/8)             | Doris Hart (15/15) Vic Seixas (7/8)              |
| 1956 | Beryl Penrose Neale Fraser (1/5)                                                           | Thelma Coyne (5/5) Luis Ayala                    | Shirley Fry Vic Seixas (8/8)                    | Margaret Osborne (6/10) Ken Rosewall             |
| 1957 | Fay Muller Mal Anderson                                                                    | Věra Puzejova Jiří Javorský                      | Darlene Hard (2/5) Mervyn Rose                  | Althea Gibson Kurt Nielsen                       |
| 1958 | Mary Bevis Robert Howe (1/4)                                                               | Shirley Bloomer Nicola Pietrangeli               | Lorraine Coghlan Robert Howe (2/4)              | Margaret Osborne (7/10) Neale Fraser (2/5)       |
| 1959 | Sandra Reynolds Robert Mark (1/2)                                                          | Yola Ramírez Billy Knight                        | Darlene Hard (3/5) Rod Laver (1/3)              | Margaret Osborne (8/10) Neale Fraser (3/5)       |
| 1960 | Jan Lehane (1/2) Trevor Fancutt                                                            | Maria Bueno Robert Howe (3/4)                    | Darlene Hard (4/5) Rod Laver (2/3)              | Margaret Osborne (9/10) Neale Fraser (4/5)       |
| 1961 | Jan Lehane (2/2) Bob Hewitt (1/6)                                                          | Darlene Hard (5/5) Rod Laver (3/3)               | Lesley Turner (1/4) Fred Stolle (1/7)           | Margaret Court (1/21) Robert Mark (2/2)          |
| 1962 | Lesley Turner (2/4) Fred Stolle (2/7)                                                      | Renee Schuurman Robert Howe (4/4)                | Margaret Osborne (10/10) Neale Fraser (5/5)     | Margaret Court (2/21) Fred Stolle (3/7)          |
| 1963 | Margaret Court (3/21) Ken Fletcher (1/10)                                                  | Margaret Court (4/21) Ken Fletcher (2/10)        | Margaret Court (5/21) Ken Fletcher (3/10)       | Margaret Court (6/21) Ken Fletcher (4/10)        |
| 1964 | Margaret Court (7/21) Ken Fletcher (5/10)                                                  | Margaret Court (8/21) Ken Fletcher (6/10)        | Lesley Turner (3/4) Fred Stolle (4/7)           | Margaret Court (9/21) John Newcombe (1/2)        |
| 1965 | Margaret Court (10/21) John Newcombe (2/2)compartit amb Robyn Ebbern Owen Davidson (1/11)  | Margaret Court (11/21) Ken Fletcher (7/10)       | Margaret Court (12/21) Ken Fletcher (8/10)      | Margaret Court (13/21) Fred Stolle (5/7)         |
| 1966 | Judy Tegart Tony Roche (1/2)                                                               | Annette Van Zyl Frew McMillan (1/5)              | Margaret Court (14/21) Ken Fletcher (9/10)      | Donna Floyd Owen Davidson (2/11)                 |
| 1967 | Lesley Turner (4/4) Owen Davidson (3/11)                                                   | Billie Jean (1/11) Owen Davidson (4/11)          | Billie Jean (2/11) Owen Davidson (5/11)         | Billie Jean (3/11) Owen Davidson (6/11)          |
| 1968 | Billie Jean (4/11) Dick Crealy                                                             |                                                  |                                                 |                                                  |
| 1968 | Era Open                                                                                   |                                                  |                                                 |                                                  |
| 1968 |                                                                                            | Françoise Durr (1/4) Jean-Claude Barclay (1/3)   | Margaret Court (15/21) Ken Fletcher (10/10)     | Mary Ann Eisel Peter Curtis                      |
| 1969 | Margaret Court (16/21) Marty Riessen (1/7)compartit amb Ann Haydon (1/2) Fred Stolle (6/7) | Margaret Court (17/21) Marty Riessen (2/7)       | Ann Haydon (2/2) Fred Stolle (7/7)              | Margaret Court (18/21) Marty Riessen (3/7)       |
| 1970 | no celebrat                                                                                | Billie Jean (5/11) Bob Hewitt (2/6)              | Rosemary Casals (1/3) Ilie Năstase (1/2)        | Margaret Court (19/21) Marty Riessen (4/7)       |
| 1971 | no celebrat                                                                                | Françoise Durr (2/4) Jean-Claude Barclay (2/3)   | Billie Jean (6/11) Owen Davidson (7/11)         | Billie Jean (7/11) Owen Davidson (8/11)          |
| 1972 | no celebrat                                                                                | Evonne Goolagong Kim Warwick (1/2)               | Rosemary Casals (2/3) Ilie Năstase (2/2)        | Margaret Court (20/21) Marty Riessen (5/7)       |
| 1973 | no celebrat                                                                                | Françoise Durr (3/4) Jean-Claude Barclay (3/3)   | Billie Jean (8/11) Owen Davidson (9/11)         | Billie Jean (9/11) Owen Davidson (10/11)         |
| 1974 | no celebrat                                                                                | Martina Navrátilová (1/10) Iván Molina           | Billie Jean (10/11) Owen Davidson (11/11)       | Pam Teeguarden Geoff Masters                     |
| 1975 | no celebrat                                                                                | Fiorella Bonicelli Tomas Koch                    | Margaret Court (21/21) Marty Riessen (6/7)      | Rosemary Casals (3/3) Dick Stockton (1/2)        |
| 1976 | no celebrat                                                                                | Ilana Kloss Kim Warwick (2/2)                    | Françoise Durr (4/4) Tony Roche (2/2)           | Billie Jean (11/11) Phil Dent                    |
| 1977 | no celebrat                                                                                | Mary Carillo John McEnroe                        | Greer Stevens (1/3) Bob Hewitt (3/6)            | Betty Stöve (1/4) Frew McMillan (2/5)            |
| 1978 | no celebrat                                                                                | Renata Tomanová Pavel Složil                     | Betty Stöve (2/4) Frew McMillan (3/5)           | Betty Stöve (3/4) Frew McMillan (4/5)            |
| 1979 | no celebrat                                                                                | Wendy Turnbull (1/5) Bob Hewitt (4/6)            | Greer Stevens (2/3) Bob Hewitt (5/6)            | Greer Stevens (3/3) Bob Hewitt (6/6)             |
| 1980 | no celebrat                                                                                | Anne Smith (1/5) Billy Martin                    | Tracy Austin John Austin                        | Wendy Turnbull (2/5) Marty Riessen (7/7)         |
| 1981 | no celebrat                                                                                | Andrea Jaeger Jimmy Arias                        | Betty Stöve (4/4) Frew McMillan (5/5)           | Anne Smith (2/5) Kevin Curren (1/3)              |
| 1982 | no celebrat                                                                                | Wendy Turnbull (3/5) John Lloyd (1/3)            | Anne Smith (3/5) Kevin Curren (2/3)             | Anne Smith (4/5) Kevin Curren (3/3)              |
| 1983 | no celebrat                                                                                | Barbara Jordan Eliot Teltscher                   | Wendy Turnbull (4/5) John Lloyd (2/3)           | Elizabeth Sayers John Fitzgerald (1/2)           |
| 1984 | no celebrat                                                                                | Anne Smith (5/5) Dick Stockton (1/2)             | Wendy Turnbull (5/5) John Lloyd (3/3)           | Manuela Maleeva Tim Gullikson                    |
| 1985 | no celebrat                                                                                | Martina Navrátilová (2/10) Heinz Gunthardt (1/2) | Martina Navrátilová (3/10) Paul McNamee         | Martina Navrátilová (4/10) Heinz Gunthardt (2/2) |
| 1986 | no celebrat                                                                                | Kathy Jordan (1/2) Ken Flach (1/2)               | Kathy Jordan (2/2) Ken Flach (2/2)              | Raffaella Reggi Sergio Casal                     |
| 1987 | Zina Garrison (1/3) Sherwood Stewart (1/2)                                                 | Pam Shriver Emilio Sánchez (1/2)                 | Jo Durie (1/2) Jeremy Bates (1/2)               | Martina Navrátilová (5/10) Emilio Sánchez (2/2)  |
| 1988 | Jana Novotná (1/4) Jim Pugh (1/5)                                                          | Lori McNeil Jorge Lozano (1/2)                   | Zina Garrison (2/3) Sherwood Stewart (2/2)      | Jana Novotná (2/4) Jim Pugh (2/5)                |
| 1989 | Jana Novotná (3/4) Jim Pugh (3/5)                                                          | Manon Bollegraf (1/4) Tom Nijssen (1/2)          | Jana Novotná (4/4) Jim Pugh (4/5)               | Shelby Cannon Robin White                        |
| 1990 | Natalia Zvereva (1/2) Jim Pugh (5/5)                                                       | Arantxa Sánchez (1/4) Jorge Lozano (2/2)         | Zina Garrison (3/3) Rick Leach (1/4)            | Elizabeth Sayers (1/2) Todd Woodbridge (1/6)     |
| 1991 | Jo Durie (2/2) Jeremy Bates (2/2)                                                          | Helena Suková (1/5) Cyril Suk (1/4)              | Elizabeth Sayers (2/2) John Fitzgerald (2/2)    | Manon Bollegraf (2/4) Tom Nijssen (2/2)          |
| 1992 | Nicole Provis (1/2) Mark Woodforde (1/5)                                                   | Arantxa Sánchez (2/4) Mark Woodforde (2/5)       | Larisa Savchenko (1/4) Cyril Suk (2/4)          | Nicole Provis (2/2) Mark Woodforde (3/5)         |
| 1993 | Arantxa Sánchez (3/4) Todd Woodbridge (2/6)                                                | Eugenia Maniokova Andrei Olkhovski (1/2)         | Martina Navrátilová (6/10) Mark Woodforde (4/5) | Helena Suková (2/5) Todd Woodbridge (3/6)        |
| 1994 | Larisa Savchenko (2/4) Andrei Olkhovski (2/2)                                              | Kristie Boogert Menno Oosting                    | Helena Suková (3/5) Todd Woodbridge (4/6)       | Elna Reinach Patrick Galbraith (1/2)             |
| 1995 | Natalia Zvereva (2/2) Rick Leach (2/4)                                                     | Larisa Savchenko (3/4) Todd Woodbridge (5/6)     | Martina Navrátilová (7/10) Jonathan Stark       | Meredith McGrath Matt Lucena                     |
| 1996 | Larisa Savchenko (4/4) Mark Woodforde (5/5)                                                | Patricia Tarabini Javier Frana                   | Helena Suková (4/5) Cyril Suk (3/4)             | Lisa Raymond (1/5) Patrick Galbraith (2/2)       |
| 1997 | Manon Bollegraf (3/4) Rick Leach (3/4)                                                     | Rika Hiraki Mahesh Bhupathi (1/8)                | Helena Suková (5/5) Cyril Suk (4/4)             | Manon Bollegraf (4/4) Rick Leach (4/4)           |
| 1998 | Venus Williams (1/2) Justin Gimelstob (1/2)                                                | Venus Williams (2/2) Justin Gimelstob (2/2)      | Serena Williams (1/2) Max Mirnyi (1/4)          | Serena Williams (2/2) Max Mirnyi (2/4)           |
| 1999 | Mariaan de Swardt (1/2) David Adams (1/2)                                                  | Katarina Srebotnik (1/5) Piet Norval             | Lisa Raymond (2/5) Leander Paes (1/10)          | Ai Sugiyama Mahesh Bhupathi (2/8)                |
| 2000 | Rennae Stubbs (1/2) Jared Palmer (1/2)                                                     | Mariaan de Swardt (2/2) David Adams (2/2)        | Kimberly Po-Messerli Donald Johnson             | Arantxa Sánchez (4/4) Jared Palmer (2/2)         |
| 2001 | Corina Morariu Ellis Ferreira                                                              | Virginia Ruano Tomàs Carbonell                   | Daniela Hantuchová (1/4) Leoš Friedl            | Rennae Stubbs (2/2) Todd Woodbridge (6/6)        |
| 2002 | Daniela Hantuchová (2/4) Kevin Ullyett                                                     | Cara Black (1/5) Wayne Black (1/2)               | Elena Likhovtseva (1/2) Mahesh Bhupathi (3/8)   | Lisa Raymond (3/5) Mike Bryan (1/4)              |
| 2003 | Martina Navrátilová (8/10) Leander Paes (2/10)                                             | Lisa Raymond (4/5) Mike Bryan (2/4)              | Martina Navrátilová (9/10) Leander Paes (3/10)  | Katarina Srebotnik (2/5) Bob Bryan (1/7)         |
| 2004 | Elena Bovina Nenad Zimonjić (1/5)                                                          | Tatiana Golovin Richard Gasquet                  | Cara Black (2/5) Wayne Black (2/2)              | Vera Zvonariova (1/2) Bob Bryan (2/7)            |
| 2005 | Samantha Stosur (1/3) Scott Draper                                                         | Daniela Hantuchová (2/4) Fabrice Santoro         | Mary Pierce Mahesh Bhupathi (4/8)               | Daniela Hantuchová (3/4) Mahesh Bhupathi (5/8)   |
| 2006 | Martina Hingis (1/7) Mahesh Bhupathi (6/8)                                                 | Katarina Srebotnik (3/5) Nenad Zimonjić (2/5)    | Vera Zvonariova (2/2) Andy Ram (1/2)            | Martina Navrátilová (10/10) Bob Bryan (3/7)      |
| 2007 | Elena Likhovtseva (2/2) Daniel Nestor (1/4)                                                | Nathalie Dechy Andy Ram (2/2)                    | Jelena Janković Jamie Murray (1/5)              | Viktória Azàrenka (1/2) Max Mirnyi (3/4)         |
| 2008 | Tiantian Sun Nenad Zimonjić (3/5)                                                          | Viktória Azàrenka (2/2) Bob Bryan (4/7)          | Samantha Stosur (2/3) Bob Bryan (5/7)           | Cara Black (3/5) Leander Paes (4/10)             |
| 2009 | Sania Mirza (1/3) Mahesh Bhupathi (7/8)                                                    | Liezel Huber (1/2) Bob Bryan (6/7)               | Anna-Lena Grönefeld (1/2) Mark Knowles          | Carly Gullickson Travis Parrott                  |
| 2010 | Cara Black (4/5) Leander Paes (5/10)                                                       | Katarina Srebotnik (4/5) Nenad Zimonjić (4/5)    | Cara Black (5/5) Leander Paes (6/10)            | Liezel Huber (2/2) Bob Bryan (7/7)               |
| 2011 | Katarina Srebotnik (5/5) Daniel Nestor (2/4)                                               | Casey Dellacqua Scott Lipsky                     | Iveta Benesova Jürgen Melzer                    | Melanie Oudin Jack Sock                          |
| 2012 | Bethanie Mattek-Sands (1/4) Horia Tecău                                                    | Sania Mirza (2/3) Mahesh Bhupathi (8/8)          | Lisa Raymond (5/5) Mike Bryan (3/4)             | Iekaterina Makàrova Bruno Soares (1/3)           |
| 2013 | Jarmila Gajdosova Matthew Ebden                                                            | Lucie Hradecká Frantisek Cermak                  | Kristina Mladenovic (1/3) Daniel Nestor (3/4)   | Andrea Hlavacková Max Mirnyi (4/4)               |
| 2014 | Kristina Mladenovic (2/3) Daniel Nestor (4/4)                                              | Anna-Lena Grönefeld (2/2) Jean-Julien Rojer      | Samantha Stosur (3/3) Nenad Zimonjić (5/5)      | Sania Mirza (3/3) Bruno Soares (2/3)             |
| 2015 | Martina Hingis (2/7) Leander Paes (7/10)                                                   | Bethanie Mattek-Sands (2/4) Mike Bryan (4/4)     | Martina Hingis (3/7) Leander Paes (8/10)        | Martina Hingis (4/7) Leander Paes (9/10)         |
| 2016 | Ielena Vesninà Bruno Soares (3/3)                                                          | Martina Hingis (5/7) Leander Paes (10/10)        | Heather Watson Henri Kontinen                   | Laura Siegemund (1/2) Mate Pavić (1/3)           |
| 2017 | Abigail Spears Juan Sebastián Cabal                                                        | Gabriela Dabrowski (1/2) Rohan Bopanna           | Martina Hingis (6/7) Jamie Murray (2/5)         | Martina Hingis (7/7) Jamie Murray (3/5)          |
| 2018 | Gabriela Dabrowski (2/2) Mate Pavić (2/3)                                                  | Latisha Chan (1/3) Ivan Dodig (1/4)              | Nicole Melichar Alexander Peya                  | Bethanie Mattek-Sands (3/4) Jamie Murray (4/5)   |
| 2019 | Barbora Krejčíková (1/3) Rajeev Ram (1/2)                                                  | Latisha Chan (2/3) Ivan Dodig (2/4)              | Latisha Chan (3/3) Ivan Dodig (3/4)             | Bethanie Mattek-Sands (4/4) Jamie Murray (5/5)   |
| 2020 | Barbora Krejčíková (2/3) Nikola Mektić                                                     | no celebrat                                      | no celebrat                                     | no celebrat                                      |
| 2021 | Barbora Krejčíková (3/3) Rajeev Ram (2/2)                                                  | Desirae Krawczyk (1/4) Joe Salisbury (1/2)       | Desirae Krawczyk (2/4) Neal Skupski (1/2)       | Desirae Krawczyk (3/4) Joe Salisbury (2/2)       |
| 2022 | Kristina Mladenovic (3/3) Ivan Dodig (4/4)                                                 | Ena Shibahara Wesley Koolhof                     | Desirae Krawczyk (4/4) Neal Skupski (2/2)       | Storm Sanders John Peers (1/2)                   |
| 2023 | Luisa Stefani Rafael Matos                                                                 | Miyu Kato Tim Pütz                               | Liudmila Kitxenok Mate Pavić (3/3)              | Anna Danilina Harri Heliövaara                   |
| 2024 | Hsieh Su-wei (1/2) Jan Zieliński (1/2)                                                     | Laura Siegemund (2/2) Édouard Roger-Vasselin     | Hsieh Su-wei (2/2) Jan Zieliński (2/2)          | Sara Errani (1/2) Andrea Vavassori (1/2)         |
| 2025 | Olivia Gadecki John Peers (2/2)                                                            | Sara Errani (2/2) Andrea Vavassori (2/2)         | Kateřina Siniaková Sem Verbeek                  |                                                  |

## Estadístiques

### Campions múltiples (individual)
Nota: En negreta els tennistes en actiu.
| Títols | Tennistes |
| ------ | --- |
| 21     | Margaret Court |
| 15     | Doris Hart |
| 11     | Owen Davidson, Billie Jean |
| 10     | Ken Fletcher, / Martina Navrátilová, Margaret Osborne, Leander Paes |
| 9      | Elizabeth Ryan |
| 8      | Mahesh Bhupathi, Louise Brough, Frank Sedgman, Vic Seixas |
| 7      | Bob Bryan, Martina Hingis, Alice Marble, Marty Riessen, Fred Stolle |
| 6      | Bob Hewitt, Hazel Hotchkiss, Todd Woodbridge |
| 5      | Cara Black, Jean Borotra, Thelma Coyne, Jack Crawford, Neale Fraser, Darlene Hard, John Hawkes, Harry Hopman, Suzanne Lenglen, Jamie Murray, Sarah Palfrey, Jim Pugh, Lisa Raymond, Anne Smith, Katarina Srebotnik, Eric Sturgess, Helena Suková, Bill Tilden, Wendy Turnbull, Mark Woodforde, Nenad Zimonjić |

### Campions múltiples (parella)
Nota: En negreta els tennistes en actiu.
| Títols | Tennistes                          |
| ------ | ---------------------------------- |
| 10     | Margaret Court / Ken Fletcher      |
| 8      | Billie Jean King / Owen Davidson   |
| 8      | Doris Hart / Frank Sedgman         |
| 7      | Doris Hart / Vic Seixas            |
| 6      | Margaret Court / Marty Riessen     |
| 4      | Nell Hall / Harry Hopman           |
| 4      | Nancye Wynne / Colin Long          |
| 4      | Margaret Osborne / William Talbert |
| 4      | Betty Stöve / Frew McMillan        |
| 4      | Jana Novotná / Jim Pugh            |
| 4      | Margaret Osborne / Neale Fraser    |
| 4      | Martina Hingis / Leander Paes      |

### Campions per torneig
| Grand Slam       | Títols | Tennistes                                                                                       |
| ---------------- | ------ | ----------------------------------------------------------------------------------------------- |
| Open d'Austràlia | 4      | Daphne Akhurst, Margaret Court, Thelma Coyne, Nell Hall, Harry Hopman, Colin Long, Nancye Wynne |
| Roland Garros    | 4      | Margaret Court                                                                                  |
| Wimbledon        | 7      | Elizabeth Ryan                                                                                  |
| US Open          | 9      | Margaret Osborne                                                                                |

### Campions Grand Slam

#### Grand Slam pur
| Any  | Tennista       |
| ---- | -------------- |
| 1963 | Margaret Court |
| 1963 | Ken Fletcher   |
| 1965 | Margaret Court |
| 1967 | Owen Davidson  |

#### Grand Slam seguit
| Anys      | Tennista         |
| --------- | ---------------- |
| 1962−1963 | Margaret Court   |
| 1963−1964 | Margaret Court   |
| 1963−1964 | Ken Fletcher     |
| 1963−1965 | Margaret Court   |
| 1966−1967 | Owen Davidson    |
| 1967−1968 | Billie Jean King |

#### Grand Slam durant la carrera
Nota: Any en el qual van guanyar del primer títol de cada torneig i en negreta el darrer títol guanyat.
| Tennistes                      | Open d'Austràlia | Roland Garros | Wimbledon | US Open |
| ------------------------------ | ---------------- | ------------- | --------- | ------- |
| Margaret Court / Marty Riessen | 1969             | 1969          | 1975      | 1969    |
| Martina Hingis / Leander Paes  | 2015             | 2016          | 2015      | 2015    |

| Tennista              | Open d'Austràlia | Roland Garros | Wimbledon | US Open |
| --------------------- | ---------------- | ------------- | --------- | ------- |
| Jean Borotra          | 1928             | 1927          | 1925      | 1926    |
| Doris Hart            | 1949             | 1951          | 1951      | 1951    |
| Frank Sedgman         | 1949             | 1951          | 1951      | 1951    |
| Margaret Court        | 1963             | 1963          | 1963      | 1961    |
| Ken Fletcher          | 1963             | 1963          | 1963      | 1963    |
| Owen Davidson         | 1965             | 1967          | 1967      | 1966    |
| Billie Jean King      | 1968             | 1967          | 1967      | 1967    |
| Marty Riessen         | 1969             | 1969          | 1975      | 1969    |
| Bob Hewitt            | 1961             | 1970          | 1977      | 1979    |
| / Martina Navrátilová | 2003             | 1974          | 1985      | 1985    |
| Mark Woodforde        | 1992             | 1992          | 1993      | 1992    |
| Todd Woodbridge       | 1993             | 1995          | 1994      | 1990    |
| Mahesh Bhupathi       | 2006             | 1997          | 2002      | 1999    |
| Cara Black            | 2010             | 2002          | 2004      | 2008    |
| Leander Paes          | 2003             | 2016          | 1999      | 2008    |
| Martina Hingis        | 2006             | 2016          | 2015      | 2015    |

#### Campions de tres torneigs Grand Slam en un any
| - Austràlia−Roland Garros−Wimbledon - 1963 Margaret Court - 1963 Ken Fletcher - 1965 Margaret Court (2) - 1967 Owen Davidson | - Austràlia−Roland Garros−Estats Units - 1963 Margaret Court - 1963 Ken Fletcher - 1964 Margaret Court (2) - 1965 Margaret Court (3) - 1967 Owen Davidson - 1969 Margaret Court (4) - 1969 Marty Riessen - 1992 Mark Woodforde | - Austràlia−Wimbledon−Estats Units - 1963 Margaret Court - 1963 Ken Fletcher - 1965 Margaret Court (2) - 1967 Owen Davidson - 2015 Martina Hingis - 2015 Leander Paes | - Roland Garros−Wimbledon−Estats Units - 1949 Eric Sturgess - 1951 Doris Hart - 1951 Frank Sedgman - 1952 Doris Hart (2) - 1952 Frank Sedgman (2) - 1953 Doris Hart (3) - 1953 Vic Seixas - 1963 Margaret Court - 1963 Ken Fletcher - 1965 Margaret Court (2) - 1967 Billie Jean King - 1967 Owen Davidson - 1979 Bob Hewitt - 1985 Martina Navrátilová - 2021 Desirae Krawczyk |